# It Is Finished
It Is Finished från 1974 är ett musikalbum med Nina Simone.

## Låtlista
1. The Pusher (Hoyt Axton) – 5:16
2. Com' By H'Yere Good Lord (trad) – 5:51
3. Funkier than a Mosquito's Tweeter (Aillene Bullock) – 5:20
4. Mr. Bojangles (Jerry Jeff Walker) – 4:53
5. I Want a Little Sugar in My Bowl (Nina Simone) – 5:56
6. Dambala (Tony McKay) – 6:52
7. Let It Be Me (Gilbert Bécaud/Mann Curtis/Pierre Delanoë) – 3:29
8. Obeah Woman (Tony McKay) – 6:26

## Inspelningsdata
9 februari 1971 i RCA Studios, New York (spår 7)
24 juni 1971 i RCA Studios, New York (spår 1, 3)
28 juli 1973 i Philharmonic Hall, New York (spår 2, 4–6, 8)

## Musiker
- Nina Simone – sång, piano
- Avram Schackman – bas, sitar, akustisk gitarr
- Nadi Qamar –harpa, mbira
- Sam Wayman – sång (spår 7)